# Jānis Lauris
Jānis Lauris (russisch Янис Янович Лаурис, engl. Transkription Janis Lauris; * 11. Februar 1952; † 14. März 2011) war ein lettischer Leichtathlet, der für die Sowjetunion im Stabhochsprung an den Start ging. Seinen größten sportlichen Erfolg feierte er mit dem Gewinn der Bronzemedaille bei den Halleneuropameisterschaften 1974 in Göteborg.

## Sportliche Laufbahn
Erste internationale Erfahrungen sammelte Jānis Lauris vermutlich im Jahr 1973, als er bei den Halleneuropameisterschaften in Rotterdam mit übersprungenen 5,20 m den siebten Platz belegte. Im Sommer belegte er dann bei der Sommer-Universiade in Moskau mit 5,20 m den vierten Platz. Im Jahr darauf gewann er bei den Halleneuropameisterschaften in Göteborg mit 5,30 m die Bronzemedaille hinter dem Polen Tadeusz Ślusarski und Antti Kalliomäki aus Finnland. Im September gelangte er dann bei den Freiluft-Europameisterschaften in Rom mit 5,20 m auf den siebten Platz. Daraufhin trat er nicht mehr international in Erscheinung.